# Вараждинское водохранилище
Вара́ждинское водохранилище (хорв. Varaždinsko jezero) — водохранилище на севере Хорватии на реке Драва. Пятый по величине водоём страны и третий по величине искусственный водоём Хорватии. Площадь 10,1 км², высота над уровнем моря 158 метров. В административном плане водохранилище поделено между Меджимурской и Вараждинской жупанией.
В окрестностях Вараждина на Драве создано три последовательно расположенных водохранилища: Орможское, Вараждинское и Дубравское. Вараждинское из них среднее, как по местоположению, так и по размеру. На всех трёх водохранилищах созданы ГЭС, обслуживаемые государственной компанией Hrvatska elektroprivreda. На Вараждинском водохранилище работает Чаковская ГЭС, основное строительство завершено в 1982 году. На станции сооружены четыре турбогенератора, суммарная мощность станции — 76 Мвт.
Водохранилище имеет овальную форму, вытянуто с запада на восток. Западный конец водохранилища непосредственно примыкает к северо-восточным кварталам Вараждина, здесь Драва втекает в водоём. Дамба ГЭС находится рядом с небольшой деревней Шемовец (хорв. Šemovec), община Трновец-Бартоловечки. Как между Орможским и Вараждинским, так и между Вараждинским и Дубравским водохранилищами проложены прямые искусственные каналы параллельно извилистому руслу Дравы. Длина первого канала — 12 км, второго — 7 км.